# Hans Schuster (Journalist)
Hans Schuster (* 24. Januar 1915 in Berlin; † 9. Juni 2002 in München) war ein deutscher Jurist, Journalist, Sachbuchautor und leitender Redakteur der Süddeutschen Zeitung.

## Leben

### Zeit des Nationalsozialismus
Schuster leistete, nachdem er 1933 das Abitur an einem humanistischen Gymnasium in seiner Heimatstadt abgelegt hatte, 1934/35 Militärdienst. Danach studierte er an den Universitäten in Berlin, München und Kiel Rechts- und Staatswissenschaften. Das Studium schloss er 1938 mit dem juristischen Staatsexamen ab.
An der Universität Leipzig wurde Schuster am 10. Mai 1939 mit der Arbeit Die Judenfrage in Rumänien zum Dr. jur. promoviert. In seiner Dissertation kritisierte er den in Rumänien virulenten Antisemitismus als nicht scharf genug, weil dieser in den Juden bloß eine nationale oder religiöse Minderheit sehe, statt „im Judentum eine den abendländischen Völkern fremde Rasse zu bekämpfen“. Schuster sah in den Nürnberger Rassegesetzen den „Ausgangspunkt jeder volksgruppenrechtlichen Neuordnung in Südosteuropa“. Für den Autor Knud von Harbou ist der Inhalt des Werkes „ein wissenschaftlich verbrämter Aufruf zum Massenmord“. Joachim Käppner charakterisiert den Text als „heute noch erschütternd in seiner Perfidie“. Schuster rufe zwar selber nicht direkt zum Genozid auf, wohl aber zwischen den Zeilen. Seine Arbeit sei ein entsetzliches Beispiel für den „mörderischen Geist“ in den „‚bevölkerungsplanerischen‘ Projekten Hitlerdeutschlands“.
Schuster arbeitete zunächst als wissenschaftlicher Assistent an der Universität Leipzig und danach im Auswärtigen Amt. Währenddessen folgte ein Studienaufenthalt in England und Schottland. Ab 1939 war er als wissenschaftlicher Hilfsarbeiter bei der Deutschen Gesandtschaft in Bukarest eingesetzt. Schuster wurde im Mai 1941 Wirtschaftsattaché an der Deutschen Gesandtschaft in Zagreb (Agram) und erlebte dort die Konstituierung des Ustascha-Staates Kroatien mit. 1942 beschrieb er die Ereignisse des Vorjahres in einem privaten Brief an seinen Freund Hellmut Becker mit den Worten: „... fast zu glatt ist vieles gelungen – wenn auch unter großen Anspannungen und wochenlangen Gefahren. Das war der Staatsstreich in Belgrad und dann der Krieg und unser Staatsstreich hier in Agram.“ Zudem habe er das „Glück“ gehabt, unter dem SA-Obergruppenführer und Gesandten Kasche „an dem mühseligen Aufbau dieses Staates unter großer Eigenverantwortung ein gutes halbes Jahr teilnehmen zu können“. Schuster, der 1937 der NSDAP beigetreten war, leistete ab 1942 Kriegsdienst bei der Wehrmacht. Zuletzt hatte er den Rang eines Oberleutnants inne.

### Nachkriegszeit
Nach dem Krieg lebte Schuster in München als freier Schriftsteller. Ab 1948 war er für die Süddeutsche Zeitung (SZ) tätig und wurde Redakteur der Zeitung. An der Hochschule für Politik München übernahm er zudem einen Lehrauftrag. 1960 übernahm er die Leitung des Ressorts Innenpolitik dieser Zeitung und gehörte von September 1970 bis zu seinem Ausscheiden im Juli 1976 deren Chefredaktion an. Gernot Sittner bescheinigte Schuster in einem Nachruf der Süddeutschen Zeitung 2002 hohen Sachverstand, liberale Gesinnung und soziales Einfühlungsvermögen. „Seitdem er als junger Berichterstatter in den Jahren 1948/49 in Herrenchiemsee dabei war, als das Grundgesetz entworfen wurde, war seine ganze journalistische Leidenschaft darauf gerichtet, seinen Beitrag dazu zu leisten, dass der zweite Versuch einer demokratischen Republik in Deutschland nicht scheiterte“.
Im September 2014 gab die Süddeutsche Zeitung bekannt, dass der Historiker und ehemalige SZ-Redakteur Knud von Harbou im Rahmen einer Publikation zur Geschichte der SZ in den späten 1940er und 1950er Jahren Schusters Biografie näher untersuchen werde.

## Schriften
- Die Judenfrage in Rumänien. Meiner, Leipzig 1939 (= Abhandlungen des Instituts für Politik, ausländisches öffentliches Recht und Völkerrecht an der Universität Leipzig, zugleich Dissertation an der Universität Leipzig DNB 362698678).
- Wirtschaftliche Zusammenarbeit mit unterentwickelten Ländern. Probleme, Erfahrungen und Möglichkeiten im Rahmen des "Punkt-Vier-Programms". Trüjen, Bremen 1951.
- Übervölkerung und Auswanderung. Trüjen, Bremen 1951.
- Ostkonzeptionen der westlichen Welt (= Politische Bildung: Schriftenreihe der Hochschule für Politische Wissenschaften, München, Heft 34). Isar-Verlag, München 1953.
- mit Leo Sillner: Die Zeitung. Wie sie uns informiert, wie sie sich informiert. Mit einem Lexikon für ihren Leser. Olzog, München / Wien 1968 (= Geschichte und Staat, Band 128 DNB 458908843).